# El secreto (ópera)
El secreto (en checo Tajemství) es una ópera cómica en tres actos de Bedřich Smetana. El libreto fue escrito por Eliška Krásnohorská. Su estreno tuvo lugar el 18 de septiembre de 1878 en el Nové České Divadlo (Nuevo Teatro Checo) en Praga.
Esta obra rara vez se representa en la actualidad; en las estadísticas de Operabase aparece con sólo 5 representaciones en el período 2005-2010.

## Personajes
| Papel                    | Tesitura  | Reparto en el estreno, 18 de septiembre de 1878 (Director: Adolf Cech) |
| ------------------------ | --------- | ---------------------------------------------------------------------- |
| Blaženka                 | soprano   | Marie Zofie Sittová                                                    |
| Bonifác                  | bajo      | František Mareš                                                        |
| Vit                      | tenor     | Antonín Vávra                                                          |
| Kalina                   | barítono  | Josef Lev                                                              |
| Panna Roza               | contralto | Betty Fibichová                                                        |
| Malina                   | bajo      | Karel Cech                                                             |
| Skřivánek                | tenor     | Adolf Krössing                                                         |
| Jirka                    | tenor     | Jan Sára                                                               |
| El fantasma de Barnabáše | bajo      | Ferdinand Koubek                                                       |
| Un empresario            | barítono  | Leopold Stopniockÿ                                                     |
| The candiera             | soprano   | Marzová                                                                |

## Discografía
- 1982, Zdeněk Košler (director), Coro y  Orquesta del Teatro Nacional de Praga; Jaroslav Horáček, Václav Zítek, Věra Soukupová, Daniela Šounová,  Leo Marian Vodička, Karel Průša, Oldřich Spisar, Bohuslav Maršík,  Eva Hlobilová, Alfréd Hampel, Pavel Horáček